# 枋橋頭七十二庄
枋橋頭七十二庄（客語白話字：Piông-khièu-theù Chhit-sṳ̍p-ngi Chông），分布台灣彰化縣媽祖信仰，祭祀範圍為今日社頭鄉、永靖鄉、員林市、埔心鄉與田中鎮的部份地區。

## 歷史
彰化平原境內的客家人一自諸羅（嘉義）北上，於康熙年間入墾武西保湳港一帶。一自鹿港登陸，約於康熙末年至乾隆初年間，並於乾隆二年（1737）於鹿港興建三山國王廟，而後其族群陸續遷往埔心一帶開墾。
清康熙年間，漳州移民亦入墾彰化平原，福建漳州蕭姓族人相繼於大武郡溪流域開墾，原屬大武郡堡，後分為武東堡、武西堡。大武郡溪東邊為武東堡，西邊為武西堡，乾隆二十年（1755）以前，此地逐漸形成武東、武西堡八個庄頭七十二庄聚落。
《彰化縣志》記載，大武郡東西堡共有九十五個庄名。枋橋頭七十二庄頭居民以聯庄的組織來保衛家鄉，並藉由天上聖母媽祖的信仰，來凝聚七十二庄子民的力量，媽祖的聖靈深受七十二庄人民的信仰，香火日益興盛。早年部分聚落單位沒自己的媽祖廟則自行雕刻一尊名稱各不相同的媽祖，供奉在枋橋頭七十二庄天門宮，若有喜慶則恭請自己的媽祖回去奉祀。
到了日治時代已經沒有分類械鬥加上聯合祭祀的儀式不方便，各聚落便不需要到枋橋頭天門宮來祭祀，因此比較大的庒頭會將屬於自己庒頭的神像，迎回自己的庒內奉祀，建立起自己的媽祖廟。於是枋橋頭天門宮的七十二庄在日治初期，即因各處相繼建廟而不解自散。然而根據訪談得知，枋橋頭天門宮七十二庒的祭祀團體雖然解散，但天門宮仍是武東堡地區媽祖信眾及廟宇前往鹿港進香的集合中心，並且在聯合進香之後會有繞境活動；此外有些未建媽祖廟的地區，例如湳雅庒、石頭公庒等，依舊寄放他們的媽祖於天門宮中，在有喜慶時，仍會前來迎回自己的媽祖回去供奉及繞境。由上可知，枋橋頭天門宮在日治時期之後，宗教群體的活動並未因七十二庄的解散而停止：以往的武東、武西堡七十二庄的大區域，信徒們仍持續著媽祖的信仰。 
依前主委 張向善先生 在民俗亂彈影片口述 其八角頭會媽 分別為 
1.崙仔大媽（已建廟 崙仔庄天門宮）
2.舊二媽（已建廟 舊社天門宮）
3.五福堂湄洲媽（已建廟 名間五福堂白天宮）
4.瑚璉角湄洲媽 （已建廟 永靖瑚璉輔天宮）
5.太平聖三媽 （已建廟 埔心太平東天宮）
6.同安同仁四芳湳墘三媽（已建廟 永靖同安宅同霖宮）
7.武東大二媽 （無建廟 供奉在枋橋頭天門宮）
8.武西二媽 （無建廟 供奉在枋橋頭天門宮 ）

## 祭祀範圍與分佈
- 開基祖媽：枋橋頭（社頭鄉橋頭村.湳底村.新厝村）張厝庒（社頭鄉張厝村第1鄰-4鄰）紅毛社（田尾鄉福田村及新興村）田中鎮（田中鎮東路、南路、中路等里）、大新庒（田中鎮沙崙、新民、梅州等里）、芋寮仔（社頭鄉廣興村）共六個單位。
- 湄州媽：新庒、內灣庒、普興庒、香山庒、田中鎮王帝廟、田中鎮帝爺廟、社頭鄉埤斗村、南投五福堂（南投名間廍下錦梓及大坑）、瑚璉庒（永靖鄉瑚璉村），共九個單位。目前田中「內灣湄州媽」神尊供奉在田中內灣德安岩，「五福堂角湄洲媽」神尊目前供奉在南投名間白天宮五福堂，而「瑚璉角湄洲媽」神尊 供奉在永靖鄉瑚璉輔天宮。
- 大媽：崙仔庒（社頭鄉仁雅.崙雅.美雅.里仁等四村）。目前大媽神尊已供奉在社頭鄉崙仔天門宮
- 二媽：舊社庒（社頭鄉舊社.松竹.東興.廣福四村）社頭庒（社頭鄉社頭村）丙爐庒（社頭鄉張厝村第5鄰-8鄰）許厝寮（社頭鄉清水.山湖村）、朝興庒（社頭鄉朝興村）。目前二媽神尊已供奉在社頭鄉舊社天門宮
- 武東堡大二媽：石頭公庒（社頭鄉仁和.泰安.平和等四村）湳雅庒（社頭鄉湳雅.龍井.協和等村）林厝庒（員林市林厝里）柴頭井（員林市林厝里）下豹厝（員林市林厝里）番仔崙（員林市振興里）挖仔庒（員林市湖水里.出水里）大崙庒（大村鄉大崙村）鎮平（田尾鄉新生.鎮北.鎮南等村）梧鳳庒（埔心鄉梧鳳村）石姑埤（員林市大明里）萬年庒（員林市萬年里）天門宮太子爺（社頭鄉神明會）等十四個單位。
- 武西堡大二媽：埤腳（埔心鄉埤腳村）大埔心庒（埔心鄉東門、埔心、義民等村）、大溝尾庒（埔心鄉大華及仁里等村）、二重湳庒（埔心鄉二重村）、油車站庒（埔心鄉油車村）、新館庒（埔心鄉新館村）、舊館庒（埔心鄉舊館、南館村）、羅厝庒（埔心鄉羅厝、芎蕉等村）、新竹圍庒（埔心鄉梧鳳村）、東勢館庒（永靖鄉湳墘村），共十二個單位。目前武西堡大二媽神尊供奉在埔心鄉五湖宮（昔日是境內適逢慶典將前去枋橋頭天門宮迎請，慶典後多由武聖宮迎回）
- 武西二媽：陳厝厝（永靖鄉永興.東寧村）五汴頭（永靖鄉五汴.光雲村）崙子庒（永靖鄉崙子村）詹厝厝（員林鎮溝皂里.社頭鄉新厝村）九份下庒（社頭鄉新厝村）浮圳庒（永靖鄉浮圳村）湳港新舊庒（永靖鄉新莊村湳港村）湳港西庒（永靖鄉港西村）福興庒（永靖鄉福興村）、竹仔腳庒（永靖鄉竹子村）大饒庒（員林市大饒、大明等里）溝皂庄（員林市溝皂里）田中央庄（員林市中央里）員林打石巷（員林市光明里）庚口厝（埔心鄉經口村）瓦磘厝（埔心鄉瓦北、瓦中、瓦南等村）曾厝崙庒（田尾鄉北曾村南曾村）。
- 三媽：有分太平聖三媽和同安同仁四芳湳墘三媽 太平聖三媽 範圍為太平前後庒（埔心鄉太平村） 目前［太平聖三媽］神尊 已供奉在埔心鄉太平東天宮 而同安同仁四芳湳墘三媽 範圍為湳墘庒（永靖鄉湳墘村）同安宅庒（永靖鄉同安、同仁村）、四塊厝庒（永靖鄉四芳村）共四個單位 ［同安同仁四芳湳墘三媽］神尊 供奉在永靖鄉同安宅同霖宮

## 進香
枋橋頭七十二庒每隔十二年至鹿港天后宮（舊祖宮）進香（民國80年起改為每10年），每次連續三年，進香時程均為農曆三月二十九日（或三十日），是日，夜宿鹿港，農曆四月一日交香後回鑾，為七十二庄回鹿港天后宮謁祖進香的一大盛事。進香團由3月進香，4月回鑾，跨足一個月，代表進香兩個月的意思。
每隔十年的交香儀式，全台唯一交香儀式在廿一日清晨五時十五分開始，執事人員爬上供桌、跪著擲筊，也屬絕無僅有，讓人大開眼界。

## 外部連結
- 武東武西堡七十二庄的媽祖信仰 （页面存档备份，存于）
- 社頭枋橋頭七十二庄迓媽祖 （页面存档备份，存于）
- 媽祖婆把大家團結起來 枋橋頭72庄6萬人進香 （页面存档备份，存于）